# Weißig am Raschütz
Weißig am Raschütz là một đô thị thuộc huyện Meißen, bang Sachsen Đức. Đô thị Weißig am Raschütz có diện tích 34,46 km², dân số thời điểm ngày 31 tháng 12 năm 2006 là 965 người. 
Weißig am Raschütz có các đơn vị dân cư sau:
- Blochwitz
- Brößnitz
- Oelsnitz-Niegeroda